# Antacocha (Junín)
Antacocha (vjerojatno od kečuanskog anta bakar, qucha jezero, "bakreno jezero") je jezero u Peruu koje se nalazi u regiji Junín, pokrajini Junín, okrugu Junín. Leži istočno od jezera Junín i sjeverozapadno od Alcacocha na nadmorskoj visini od 4,247 metara.